# Double cousin
Des doubles cousins sont des cousins germains à la fois du côté paternel et maternel, étant issus de deux couples formés par les membres de seulement deux fratries : (H + F) et (frère de F + sœur de H).
Un mariage entre doubles cousins entraîne une plus forte consanguinité qu'entre de simples cousins germains.

## Liste de doubles cousins

### Doubles cousins mariés entre eux
- Alphonse XI de Castille (1311-1350) - Marie de Portugal (1313-1357)
- Philippe II d'Espagne et du Portugal (1527-1598) - Marie-Manuelle de Portugal (1527-1545)
- Jean de Portugal (1537-1554) - Jeanne d'Autriche (1535-1573)
- Louis XIV de France (1638-1715) - Marie-Thérèse d'Autriche (1638-1683)
- Ferdinand III de Toscane (1769-1824) - Louise de Bourbon-Siciles (1773-1802)
- François Ier d'Autriche (1768-1835) - Marie-Thérèse de Bourbon-Naples (1772-1807)
- François Ier des deux-Siciles (1777-1830) - Marie-Clémentine d'Autriche (1777-1801)

### Autres doubles cousins (non mariés entre eux)
- Sterling Price (1809-1867) - William C. Price (1816-1901)
- Henri de Bourbon (1823-1870) - Isabelle II d’Espagne (1830-1904)
- Gaston d'Orléans (1842-1922) - Auguste de Saxe-Cobourg-Kohary (1845-1907)
- Kaká (1982-) - Eduardo Delani (1981-)